# Christoph Weber (Historiker)
Christoph Weber (* 7. Juni 1943 in Graz) ist ein deutscher Historiker. Er war Professor für Neuere Geschichte an der Heinrich-Heine-Universität Düsseldorf. Seine Arbeit Senatus Divinus, die Studie über das Kardinalskollegium 1500–1800 (1996), die Edition der „ältesten päpstlichen Staatshandbücher“ (1991) und die beiden Untersuchungen über Familienkanonikate und Patronatsbistümer (1988) sowie die Territorien des Kirchenstaates im 18. Jahrhundert (1991) machten ihn in der Fachwelt zu einem der besten Kenner von Kirchenstaat und römischer Kurie in der (frühen) Neuzeit.

## Leben
Christoph Webers Eltern waren die Journalisten Theodor J. Weber und Edina von Zambaur. Sein Großvater mütterlicherseits war der Orientalist und Numismatiker Eduard von Zambaur. Nach Abschluss des humanistischen Gymnasiums in Koblenz studierte er von 1963 bis 1964 zunächst Geschichte an der Universität Bonn, danach Katholische Theologie an der Theologischen Fakultät Trier und ab 1966 wiederum Geschichte an der Universität Bonn. 1967 erwarb er den akademischen Grad Magister artium unter Betreuung von Franz Petri, 1969 wurde er mit der Arbeit Kirchliche Politik zwischen Rom, Berlin und Trier 1876–1888. Die Beilegung des preußischen Kulturkampfs unter Betreuung von Konrad Repgen promoviert. Von 1970 bis 1972 war er Stipendiat am Römischen Institut der Görres-Gesellschaft und verbrachte längere Zeit im Collegio di S.M. del Campo Santo Teutonico. Im April 1972 wurde er Assistent von Klaus Müller am Lehrstuhl für die Geschichte der frühen Neuzeit an der Universität Düsseldorf. 1975 habilitierte er sich für das Fach mittelalterliche und neuere Geschichte. Von 1979 bis 1980 war er Gastdozent am Deutschen Historischen Institut in Rom, ab 1982 Universitätsprofessor in Düsseldorf (C 2). Seine Forschungsprojekte konnte er mit Hilfe der Görres-Gesellschaft, des NRW-Wissenschaftsministeriums, des Düsseldorfer Lehrstuhlinhabers Klaus Müller und besonders der Deutschen Forschungsgemeinschaft, die ihm viele Jahre hindurch eine wissenschaftliche Hilfskraft sowie diverse Italienreisen bewilligte, durchführen. Die Versetzung in den Ruhestand erfolgte im September 2005.
Christoph Weber ist Autor zahlreicher Veröffentlichungen zur deutschen Geschichte des 19. Jahrhunderts, zur Katholizismusforschung, Papstgeschichte und Prosopographie. Er ist Herausgeber, seit 2021 zusammen mit Klaus Unterburger, der Reihe Beiträge zur Kirchen- und Kulturgeschichte (Verlag Peter Lang). Er war Mitherausgeber der Reihen Ortstermine. Historische Funde und Befunde aus der deutschen Provinz (Rheinlandia Verlag, bis 2008), Päpste und Papsttum (2000–2014) sowie Consulting Editor der Reihe Kölner Veröffentlichungen zur Religionsgeschichte (Böhlau Verlag, bis 2010).

## Schriften
Monographien
- Kirchliche Politik zwischen Rom, Berlin und Trier. Die Beilegung des preußischen Kulturkampfes. Mainz 1970.
- Aufklärung und Orthodoxie am Mittelrhein 1820–1850. Paderborn 1973.
- Quellen und Studien zur Kurie und vatikanischen Politik unter Leo XIII. Tübingen 1973.
- Kardinäle und Prälaten in den letzten Jahrzehnten des Kirchenstaates. Eliterekrutierung, Karriere-Muster und soziale Zusammensetzung der kurialen Führungsschicht zur Zeit Pius' IX. (1846–1878). 2 Bände, Stuttgart 1978.
- Der „Fall Spahn“ (1901). Ein Beitrag zur Wissenschafts- und Kulturdiskussion im ausgehenden 19. Jahrhundert. Rom 1980.
- Kirchengeschichte, Zensur und Selbstzensur. Köln 1984.
- Familienkanonikate und Patronatsbistümer. Ein Beitrag zur Geschichte von Adel und Klerus im neuzeitlichen Italien. Berlin 1988.
- Die Territorien des Kirchenstaates im 18. Jahrhundert. Vorwiegend nach den Papieren des Kardinals Stefano Borgia dargestellt. Frankfurt am Main/Bern 1991.
- „Eine starke, enggeschlossene Phalanx“. Der politische Katholizismus und die erste deutsche Reichstagswahl 1871. Essen 1992.
- Legati e Governatori dello Stato Pontificio (1550–1809). Roma 1994.
- Der Religionsphilosoph Johannes Hessen (1889–1971). Ein Gelehrtenleben zwischen Modernismus und Linkskatholizismus. Frankfurt am Main/Bern 1994.
- Senatus Divinus. Verborgene Strukturen im Kardinalskollegium der frühen Neuzeit (1500–1800). Frankfurt am Main/Bern 1996.
- Genealogien zur Papstgeschichte. 6 Bände, Stuttgart 1999–2002.
- Bischöfe, Generalvikare und Erzpriester. Ein Beitrag zur Geschichte der kirchlichen Leitungsämter im Königreich Neapel in der frühen Neuzeit. Frankfurt am Main/Bern 2000.
- Die päpstlichen Referendare 1566–1809. Chronologie und Prosopographie. 3 Bände, Stuttgart 2003–2004.
- Das Militär-Jubiläumskreuz. Die Ritter von Zambaur und der Offiziersadel in der Donaumonarchie (1800–1918/45). Hamburg 2004.
- Episcopus et Princeps. Italienische Bischöfe als Fürsten, Grafen und Barone vom 17. bis zum 20. Jahrhundert. Frankfurt am Main/Bern 2010.
- Der Wolke Zickzackzunge spricht. Erinnerungen eines Kirchenhistorikers aus 70 Jahren, BoD Norderstedt 2022.
- Zerstörte Kathedralen, treulose Hirten. Verzeichnis der 66 von Hugenotten verwüsteten Dome Frankreichs und ihrer meist abwesenden Bischöfe (1562–1598), BoD Norderstedt  2024.

Editionen
- Liberaler Katholizismus. Biographische und kirchenhistorische Essays von Franz Xaver Kraus. Tübingen 1983.
- Die ältesten päpstlichen Staatshandbücher. Elenchus Congregationum, Tribunalium et Collegiorum Urbis 1629–1714. Freiburg im Breisgau/Rom 1991.
- Die römische Kurie um 1900. Ausgewählte Aufsätze von Paul. M. Baumgarten. Köln 1986.
- Zwischen Hitler und Pius XII. Heinrich Brüning und seine niederländischen Freunde Mgr. Henri Poels, Rector Piet Mommersteeg und Dr. A.J.M. Cornelissen. Briefe und Dokumente (1936–1958). Hamburg 2007.
- mit Sabrina M. Seidler: Päpste und Kardinäle in der Mitte des 18. Jahrhunderts (1730–1777). Das biographische Werk des Patriziers von Lucca Bartolomeo Antonio Talenti. Frankfurt am Main/Bern 2007.
- L’horreur des Jésuites. Denkschriften, Dekrete, diplomatische Depeschen sowie journalistische Lettres de Rome aus der Zeit von Clemens XIII., Clemens XIV. und Pius VI. (1767–1780). Hamburg 2013.
- Idée générale de Clément XIV. Eine anonyme Biographie aus jesuitischer Feder (1776). Hamburg 2014.
- La Pureté du Dogme et de la Morale. Lettres de Rome über die theologischen Kontroversen in der Epoche Clemens XIV. und des Kardinals Mario Marefoschi (1760 bis 1780). Frankfurt am Main 2016.
- Jansenismus und Bischofsamt. Lebensläufe von 50 Amis de la vérité im französischen Episkopat des 18. Jahrhunderts. Frankfurt am Main 2017.
- Unigenitus Dei Filius. 25 Texte und Biographien zur Verdammungsbulle gegen Pasquier Quesnel (1713). Frankfurt am Main 2019.
- Die Intrigen der Jesuiten gegen Bischöfe, Priester und Ordensleute. Fünf jansenistische Texte des 18. Jahrhunderts. Berlin 2020.
- Hundert Jansenistische Biographien vorwiegend zum 18. Jahrhundert. 3 Bände, Books on Demand, Norderstedt 2023, ISBN 978-3-7578-2810-3.                                            -  Band I: Cardinaux et Eveques. -  Band II: Docteurs en Théologie et autres gradués.- Grand-Vicaires, Chanoines, Curés et autres pretres séculiers. -  Band III: Bénédictins, Dominicains, Oratoriens et autres Réligieux . - Ecrivains, Editeurs, Journalistes et Historiens. - La haute noblesse. - Ballet des ombres heureuses. - Kommentare zu den Texten 1 - 100.
- Der Catéchisme de la Grace und drei weitere Kerntexte des Jansenismus. Neu herausgegeben und eingeleitet von Christoph Weber, Books on Demand, Norderstedt 2024, ISBN 978-3-7693-1045-0.

Aufsätze (Auswahl)
- Das Pfarrsystem und die kirchlichen Mittelbehörden in Koblenz im 19. Jahrhundert. In: Archiv für mittelrheinische Kirchengeschichte. Bd. 20 (1968), S. 103–140.
- Eine kirchenpolitische Denkschrift von F.X. Kraus und der Streit um die Rechtsnatur der Konkordate. In: Römische Quartalschrift. Bd. 67 (1972), S. 83–116.
- Das Kardinalskollegium in den letzten Jahren Pius’ IX. In: Archivum Historiae Pontificiae. Bd. 11 (1973), S. 323–351.
- Briefe und Akten zur Trierer Bistumsbesetzung im Jahre 1881. In: Römische Quartalschrift. Bd. 69 (1974), S. 68–117.
- Deutschland, Italien und das Konklave von 1903. In: Quellen und Forschungen aus italienischen Archiven und Bibliotheken. Bd. 57 (1977), S. 199–260.
- Dans les couloirs du Vatican. Der Kampf der Kardinäle Czacki und Galimberti um die politische Richtung im Vatikan im Spiegel der Literatur, Presse und Diplomatie. In: Historisches Jahrbuch. Bd. 101 (1981), S. 38–129.
- La Corte di Roma nell’Ottocento. In: La Corte nella cultura e nella storiografia. Immagini e posizioni tra Otto e Novecento. Roma 1983, S. 167–204.
- Heinrich Finke zwischen akademischer Imparität und kirchlichem Antiliberalismus. In: Annalen des historischen Vereins für den Niederrhein. Bd. 186 (1983), S. 139–165.
- Mons. Giacomo Giandemaria (1639–1690), governatore per la Santa Sede ed i suoi scritti inediti. In: Bollettino storico piacentino. Bd. 82 (1987), S. 168–182.
- Papsttum und Adel im 19. Jahrhundert. In: Les noblesses européennes au XIXe siècle. Rome/Paris 1988, S. 607–657.
- Der deutsche Katholizismus und die Herausforderung des protestantischen Bildungsanspruches. In: Reinhart Koselleck (Hrsg.): Bildungsbürgertum im 19. Jahrhundert. Teil 2: Bildungsgüter und Bildungswissen. Stuttgart 1990, S. 139–176.
- Der Vicegerente des Vikariates von Rom im 17. Jahrhundert und seine „größte Plage“. In: Zeitschrift der Savigny-Stiftung für Rechtsgeschichte. Kanonistische Abteilung. Bd. 80 (1994), S. 301–354.
- Die Titularbischöfe Papst Benedikts XIII. (1724–1730). Ein Beitrag zur Geschichte des Episkopates und der römischen Kurie. In: Peter Walter, Hermann-Josef Reudenbach (Hrsg.): Bücherzensur – Kurie – Katholizismus und Moderne. Festschrift für Herman H. Schwedt. Frankfurt am Main/Bern 2000, S. 107–144.
- Auf dem Wege zum Papsthistoriker. Ludwig Pastors Auseinandersetzung mit Wilhelm Wattenbachs „Geschichte des römischen Papstthums“ aus dem Jahre 1876. In: Zeitschrift des Aachener Geschichtsvereins. Bd. 102 (1999/2000), S. 376–412.
- Il Referendariato di ambe le Segnature, una forma speciale del „servizio pubblico“ della Corte di Roma e dello Stato Pontificio. In: Offices et Papauté (XIVe – XVIIe siècles). Rome/Paris 2005, S. 565–591.
- Der päpstliche Hausprälat Dr.iur. Dr. theol. h.c. Paul Maria Baumgarten und das deutsche Rom. Eine Skizze aus dem goldenen Zeitalter der Archivforschung in der Epoche Leos XIII. In: Römische Quartalschrift. Bd. 101 (2006), S. 60–74.
- „Faire revivre l’arbre entier“ – Die Freilassung der gefangenen Jesuiten aus der Engelsburg (1776/76) nach den Berichten des kurkölnischen Ministers Marchese Tommaso Antici aus Rom. In: Siegfried Schmidt (Hrsg.): Rheinisch – Kölnisch – Katholisch. Festschrift für Heinz Finger zum 60. Geburtstag. Köln 2008, S. 291–314.
- Saint Clément Ganganelli. Einige frühe Berichte über von Papst Clemens XIV. nach seinem Tode gewirkte Wunder. In: Nicolaus U. Buhlmann, Peter Styra (Hrsg.): Signum in Bonum. Festschrift für Wilhelm Imkamp zum 60. Geburtstag. Regensburg 2011, S. 685–712.
- Michael Klöcker: Weg und Werk. In: Michael Klöcker: Religionen und Katholizismus, Bildung und Geschichtsdidaktik, Arbeiterbewegung. Ausgewählte Aufsätze. Frankfurt am Main 2011, S. 15–31.
- „Meine Überzeugungen sind die des alten Weibes, das im Winkel der Kirche seine Gebete murmelt“. Marginalien und Aphorismen Nicolás Gomez Dávilas. In: Hermann-Josef Scheidgen (Hrsg.): Kirche und Gesellschaft im Wandel der Zeiten. Festschrift für Gabriel Adriányi zum 75. Geburtstag. Nordhausen 2012, S. 569–584.
- Gute und schlechte Kardinäle. Die öffentliche Wahrnehmung unterschiedlicher Lebensformen einer sichtbaren Machtelite (17.–18. Jahrhundert). In: Bernward Schmidt, Hubert Wolf (Hrsg.): Ekklesiologische Alternativen? Monarchischer Papat und Formen kollegialer Kirchenleitung (15.–20. Jahrhundert). Münster 2013, S. 257–269.
- Hat der heilige Alfons den Probabilismus überwunden? Sechs kritische Texte zur Debatte um die Moralsysteme aus den Jahren 1761–1766. In: Dominik Burkard, Nicole Priesching (Hrsg.): Katholiken im langen 19. Jahrhundert. Festschrift für Otto Weiß. Regensburg 2014, S. 21–56.